# Europees Nationaal Front
Het Europees Nationaal Front (ENF) was een coördinatiestructuur van Europese extreemrechtse, nieuwrechtse, anticommunistische en nationalistische partijen. De belangrijkste leden van deze coalitie gingen in 2015 over in de Alliantie voor Vrede en Vrijheid.

## Structuur

### Secretaris-generaal
Het Europees Nationaal Front wordt geleid door een secretaris-generaal, gekozen door de Assemblee van het ENF. De huidige secretaris-generaal is Roberto Fiore, de leider van de Italiaanse partij Forza Nuova, die in 1985 in Italië gerechtelijk veroordeeld werd wegens betrokkenheid bij terroristische activiteiten.

### Politieke Raad
De Politieke Raad is de staf van het ENF. Deze beschermt de uitgangspunten en beginselen van het ENF. De Raad kan aangevuld worden door unanieme coöptatie. Hij vertegenwoordigt het Front naar buiten, en beoordeelt aanvragen voor het lidmaatschap van het ENF. De Leden van de Raad hebben zitting in de Assemblée van het ENF.

### ENF-Assemblee
De ENF-Assemblee stelt de tactiek en de strategie van het ENF vast. De Assemblee bestaat uit afgevaardigden van de bij het ENF aangesloten bewegingen plus de leden van de Politieke Raad.

### Coördinatiecentrum
Het Coördinatiecentrum voert de huidige taken van het ENF uit. Het is verantwoordelijk voor de informatie en de propaganda, en coördineert de ENF-activiteiten.

### Leden
Wettelijk geregistreerde politieke partijen/bewegingen die de beginselen, doelstellingen en structuur van het ENF accepteren kunnen het lidmaatschap aanvragen. De aanvraag moet ingediend worden door een daartoe gemachtigde afgevaardigde van de aanvrager en dan bevestigd worden door de Politieke Raad.
Huidige leden:
- Forza Nuova (Italië)
- Nationaldemokratische Partei Deutschlands (Duitsland)
- Noua Dreaptă (Roemenië)
- Patriotic Alliance (Griekenland)
- La Falange (Spanje)
- Gouden Dageraad (Griekenland)

In Nederland is de Nationale Alliantie lid van het ENF geweest. Deze groepering is echter opgeheven in 2007.

### Gelieerde groeperingen
Dit kunnen verenigingen, sociale bewegingen etc. zijn die de doelstellingen van het ENF ondersteunen en die willen samenwerken. Gelieerde groepen hebben in de Assemblee een afgevaardigden met een adviserende stem. De status van gelieerde groepering kan worden toegekend door de Politieke Raad.
Huidige gelieerde groeperingen:
- Renouveau Français (Frankrijk)
- Partido Naçional Renovador (Portugal)
- Nacionalen Sajoez Ataka(Nationale Aanvalsunie) (Bulgarije)

## Afvaardiging
De Bulgaarse Nationale Aanvalsunie heeft een afgevaardigde in het Europees Parlement. Hij maakt deel uit van de fractie Identiteit, Traditie en Soevereiniteit.